# Апричена
Апричена (итал. Apricena) — город в Италии, расположен в регионе Апулия, подчинён административному центру Фоджа (провинция).
Население составляет 13 664 человек (на 2004 г.), плотность населения составляет 80 чел./км². Занимает площадь 171 км². Почтовый индекс — 71011. Телефонный код — 00882.
Покровительницей города почитается Пресвятая Богородица (Madonna dell Incoronata). Праздник города ежегодно празднуется в последнее воскресение мая.